# 入江好之
入江 好之（いりえ よしゆき、本名：入江 好行、1907年（明治40年） - 1989年（平成元年））は、日本の詩人・児童文学作家・教育者・経営者。北海道小樽市生まれ。1928年（昭和3年）旭川師範学校（現・北海道教育大学旭川校）卒業。

## 経歴
在学中に詩誌「北斗星」を創刊。旧制中学校教諭をしながら、作詩活動を続け、詩誌「青光」を創刊。1936年（昭和11年）に第一詩集「あしかび」を刊行。その後官憲の弾圧を受け、教職を辞職し、1943年（昭和18年）に満州国に渡る。満州国日本人中学校の教員をしていたが、終戦。シベリア抑留を経て、1949年（昭和24年）に帰国。
1956年（昭和31年）北海道詩人協会の設立に参画し、同協会事務局長に就任（～1976年（昭和51年））。1962年、勤務していた北海道教育評論社・楡書房を退職し、北書房を設立。北書房は多くの北海道作家の文学作品を出版し、第二次北海道出版ブームの先駆けとなるとともに、北海道文学の振興発展に寄与した。同年、士別市立士別南中学校・旭川市立東光中学校の校歌の作詞を手掛けた。事務局長退任後は、出版社・北書房を経営し、北海道在住の詩人などの詩集刊行や後進の育成などを手掛けた。
この他、北海道文化団体協議会事務局長，北海道生活文化協会理事，日本児童文学者協会会員なども務めた。

## 詩集
- 『季信 : 詩と隨筆』
- 『凍る季節 : 入江好之詩集』（北書房、1968年）
- 鈴木政輝著入江監修『人間啄木』（北書房、1968年復刻版(北書房版)）
- 『ひとつの歴史 : 入江好之詩集』（北書房、1976年）
- 『花と鳥と少年 : 少年詩集』（北書房、1976年）